# Кирик (Кондояннис)
Митрополит Кирик (греч. Μητροπολίτης Κηρύκος в миру Минас Кондояннис греч. Μηνᾶς Κοντογιάννης; род. 1950, Лазарата, остров Лефкас, Греция) — епископ греческой старостильной Истинно-православной церкви (Синод Кирика); с 2003 года — митрополит Месогейский и Лавреотикийский.

## Биография
Родился в 1950 года в селении Лазарата на острове Лефкас, в семье священника Фомы Кондоянниса и его супруги Зои, принадлежащих к старостильному движению в Греции. Несколько лет мальчик провёл у своего дяди иеромонаха Кирика в монастыре в Лариссе. По окончании школы, поступил в Афинский университет, где изучал философию и богословие.
В 1982 году был пострижен в рясофор с наречением имени Кирик и рукоположен в сан иеродиакона и иеромонаха архиепископом Афинским Андреем (Анестисом) с назначением на должность Секретаря Синода. По благословению Синода, предпринял ряд поездок в Канаду, США, Кипр и Россию, где основал ряд православных общин.
В 1990 году в пригороде Афин Коропионе основал храм в честь святой Екатерины, позднее ставший его кафедральным собором.
В 1995 году был пострижен в великую схиму и хиротонисан во епископа с возведением в достоинство митрополита Месогейского и Лавреотикийского. В 1998 году совершил паломническую поездку в Ставрополь, где поклонился мощам катакомбного святого Феодосия Исповедника (†1948).
В 2003 году, после ухода на покой архиепископа Андрея и избрания нового предстоятеля матфеевского синода ИПЦ Греции архиепископа Николая (Месиакариса), митрополит Кирик и ряд епископов и клириков восприняли это как узурпацию власти и 5 сентября 2003 года прекратили поминовение нового архиепископа. В 2004 году епископ Тарасий примирился с синодом архиепископа Николая. 30 июня 2004 года митрополиты Кирик и Панарет (Вагианос) образовали собственный Синод, но после смерти митрополита Панарета (Вагианоса) (†5 декабря 2004), митрополит Кирик остался единственным епископом образованного Синода.
2 мая 2008 года митрополит Кирик вступил в евхаристическое единство с Истинно-православной церковью Румынии (имеющей двух епископов), и 10 мая совершил епископскую хиротонию и учредил Кенийскую митрополию ИПЦ, вслед за которой воссоздал иерархию Кипрской и Российской ИПЦ.